# Mindziany
Mindziany (biał. Міндзяны, Mindziany; ros. Миндяны, Mindiany) – wieś na Białorusi, w obwodzie grodzieńskim, w rejonie ostrowieckim, w sielsowiecie Gudogaje.

## Historia
Należały do Rzeczypospolitej Obojga Narodów. W jej ramach wchodziły w skład województwa wileńskiego i powiatu oszmiańskiego. Była to wówczas królewszczyzna, okresowo dzierżawiona. Odpadły od Polski w wyniku III rozbioru.
W czasach zaborów wieś w gminie Polany, w powiecie oszmiańskim, w guberni wileńskiej Imperium Rosyjskiego. W 1866 roku liczyła 169 mieszkańców w 13 domach. W 1905 roku liczyła 193 mieszkańców, 238 dziesięcin.
Po I wojnie światowej pod administracją polską, w Zarządzie Cywilnym Ziem Wschodnich. W latach 1920–1922 w składzie Litwy Środkowej.
Od 11 kwietnia 1922 leżały w Polsce, w województwie wileńskim, w powiecie oszmiańskim, w gminie Polany.
W 1931 wieś w 36 domach zamieszkiwały 204 osoby.
Wierni należeli do parafii rzymskokatolickiej w Gudogajach. Miejscowość podlegała pod Sąd Grodzki w Oszmianie i Okręgowy w Wilnie; właściwy urząd pocztowy mieścił się w Gudogajach.
Po II wojnie światowej w granicach Związku Sowieckiego. Od 1991 w niepodległej Białorusi.